# 24kGoldn
Golden Landis Von Jones (San Francisco, 13 de novembro de 2000), mais conhecido pelo seu nome artístico 24kGoldn, é um rapper, cantor e compositor americano.

## Biografia
Von Jones nasceu e foi criado em São Francisco. Ele afirmou que antes de se aproximar da música, ele estava "decidido a se tornar um empresário e entrar no mundo das finanças". Atualmente ele frequenta a University of Southern California, onde iniciou sua carreira de artista.

## Carreira
Ele lançou sua primeira música, "Trappers Anthem", em 2017, no YouTube. Seu single oficial de estreia, "Ballin 'Like Shareef", foi lançado em 2018.
Em 2019, começou a receber agradecimentos à sua canção Valentino, que se tornou viral no TikTok, e que à data de outubro de 2020 havia registrado mais de milhões de reproduções no Spotify, chegando a se classificar na Billboard Hot 100, no número 92, o que marcou a primeira entrada do rapper naquela parada. Graças ao sucesso de "Valentino", 24kGoldn assinou um contrato com a Columbia Records, através da qual ele lançou seu primeiro EP, Dropped Outta College, em 22 de novembro de 2019. O EP chegou ao 122º lugar na Billboard 200 e gerou o single "City of Angels, que chegou ao nº 25 das paradas de singles do Reino Unido e da Austrália.
Em 24 de julho de 2020, 24kGolnd lançado o single "Mood", em colaboração com o rapper e cantor porto-riquenho Iann Dior. Impulsionado pelo seu sucesso no TikTok, "Mood"  chegou ao nº 1 de 17 países, incluindo o Reino Unido, os Estados Unidos e Portugal, tendo também chegado ao nº 3 da parada Billboard Global 200.